# 嘉祿·福諾
嘉祿·福諾（義大利語：Carlo Furno；1921年12月2日—2015年12月9日），是天主教意大利籍司鐸級樞機。也是原聖墓騎士團樞機總團長。

## 生平
嘉祿·福諾於1921年12月2日在意大利皮埃蒙特大區都靈省的市鎮巴伊羅出生。他於1944年6月25日在伊夫雷亞教區晉鐸。
他於1973年9月16日晉牧，並獲教宗保祿六世任命為聖座駐秘魯大使，領阿巴里領銜總教區總主教銜。他於1982年8月21日任聖座駐巴西大使和1992年4月15日任聖座駐意大利和聖馬力諾大使。
教宗若望·保祿二世於1994年11月26日將他冊封為執事級樞機。他於1995年12月21日接替榮休的若瑟·卡普里奧樞機而出任聖墓騎士團樞機總團長，1997年9月29日至2004年5月27日期間兼任羅馬四座特級宗座聖殿之一的聖母大殿總鐸。
2005年2月24日，他獲冊封為司鐸級樞機。他於2007年6月27日榮休，若望·博德·福萊接任耶路撒冷聖墓騎士團總團長。
嘉祿·福諾於2015年12月9日在意大利羅馬去世，終年94歲。

## 牧徽

嘉祿·福諾樞機牧徽